# پیانورو
پیانورو (به ایتالیایی: Pianoro) یک کومونه در ایتالیا است که در استان بولونیا واقع شده‌است.

## خصوصیات
پیانورو ۱۰۷ کیلومترمربع مساحت و ۱۷٬۱۰۷ نفر جمعیت دارد و ۲۰۰ متر بالاتر از سطح دریا واقع شده‌است.